# Abul Ala Maududi
Abul Ala Maududi (Urdu: ابو الاعلی مودودی - grafias alternativas do sobrenome Maudoodi, Mawdudi e Modudi) (25 de setembro de 1903 - 22 de setembro de 1979), conhecido também como Mawlana, foi um estudioso islâmico, jornalista, teólogo, líder muçulmano, e um islâmico pensador do século XX na Índia, e mais tarde do Paquistão. Foi também era uma figura política no Paquistão e o primeiro a receber o Prémio Internacional Rei Faisal em 1979. Ele também foi o fundador do partido islâmico Jamaat-e Islami na então Índia britânica.
Nas suas inúmeras obras, cobriu uma série de disciplinas como a exegese do Alcorão e hadith, lei, filosofia e história, escritos em urdu, e traduzidos para inglês, árabe, hindi, bengali, tamil, birmanês e muitas outras línguas. Ele procurou reavivar o Islã, e propagar o que ele entendia ser "verdadeiro Islã". Acreditava que o Islã era essencial para a política, e que era necessário instituir a Xaria e preservar a cultura islâmica do que ele via como os males do secularismo, nacionalismo e socialismo, que ele entendia ser a influência do imperialismo ocidental. 

## Primeiros anos
Abul Maududi nasceu em Aurangabad, sul da Índia, em 1903, o mais novo dos 3 filhos de uma família distinta de Deli que traçava sua linhagem para os grandes santos Sufis da ordem Chishti. Seu pai Hasan queria evitar-lhe uma educação ocidental, e assim Maudidudi foi educado em urdu, persa, árabe, lei islâmica e hádices por professores privados. Contudo, conheceu a ciência ocidental, e aprendeu inglês e matemática em uma academia islâmica influenciada por Sayyid Ahmad Khan. Em 1919, partiu para Deli, onde adquiriu ainda maior conhecimento da ciência ocidental, história e filosofia. Deixou Deli para Hyderabad em 1928.
Numa primeira fase foi atraído por alguns aspectos da cultura ocidental, mas chegou depois à conclusão de que a razão para o declínio dos muçulmanos foi a corrupção do Islã em parte pela cultura ocidental, e para propagar o Islã "puro", ele fundou o jornal urdu, Tarjumanul Qur ' um, em 1932. 

## Fundação do Jamaat-e-Islami
Em 1941, Maududi fundou o Jamaat-e Islami na então Índia britânica, forjando-o como um movimento político-religioso com o objetivo de promover os valores e as práticas do Islã. Após a partição da Índia, o movimento recolocou-se no panorama do novo estado do Paquistão, nascido em 1947, que ele esperava assumir uma face muito mais relacionada ao Islã do que foi proposto pelos seus fundadores. É atualmente o mais antigo partido religioso no Paquistão. 
Com a divisão da India, o Jamaat-e Islami reorganizou-se em vários grupos. A organização liderada por Maududi é atualmente conhecida como Jamaat-e Islami Paquistão. Há também o Jamaat-e Islami Hind, o Jamaat-e Islami Bangladesh e os grupos autónomos na Caxemira indiana, bem como no Sri Lanka e Afeganistão. 
Maududi foi eleito primeiro presidente do Jamaat-e Islami e manteve esta cargo até 1972, quando ele deixou tal responsabilidade por razões de saúde. Morreu em 1979, em Nova Iorque, para onde tinha viajado para tratamento.
Em 1953, o Jamaat-e Islami e outras organizações religiosas exigiram que os muçulmanos Ahmadiyya fossem oficialmente declarados não-muçulmanos; nos confrontos subsequentes, houve 2 000 mortos entre os adeptos do Ahmadiyya no Punjab paquistanês.

## Ideologia
Maududi formulou o novo conceito de "Teo-Democracia," , identificando nos três princípios do Tawhid (unidade e unidade de Deus), da Resala (Profecia) e do Helahpa(califado) os elementos estruturais do sistema político islâmico. Maududi afirma que a democracia islâmica é contrária ao conceito ocidental e secular da democracia, baseada na soberania do povo; numa democracia islâmica a soberania de Alá e a do povo são mutuamente exclusivas. Maududi afirma que um governo islâmico deve aceitar a supremacia da lei islâmica (Xaria) que deve penetrar em todos os aspectos da vida política e religiosa.Para Maududi o homem tem uma posição de dependência absoluta do criador, não sendo, portanto, responsável por seu destino, pois está sujeito a erros e Imperfeição.
Para Maududi, o chefe do Estado islâmico deve ser eleito por um grêmio e governar até à sua morte. Pessoas com outras fés só poderiam coexistir como “protegidos” - os dhimmi - com um estatuto inferior. As mulheres devem permanecer distantes da política e se dedicar-se aos afazeres domésticos e à família. Quanto aos apóstatas, devem sem dúvida ser executados 

### Visão da Mulher
De acordo com Irfan Ahmad, Maududi se opunha a toda influência ocidental no Islã, e via a "visibilidade das mulheres" nos bazares, faculdades, teatros, restaurantes "como a maior ameaça à moralidade". Arte, literatura, música, cinema, dança, uso de maquiagem pelas mulheres: todos gritantes sinais de imoralidade". Segundo Maududi o dever das mulheres é administrar a casa, criar os filhos e proporcionar a eles e ao marido "o maior conforto e contentamento possível". Maududi apoiou o completo velamento e segregação das mulheres, como praticado na maior parte da Índia muçulmana do seu tempo. As mulheres, ele acreditava, deveriam permanecer em suas casas, exceto quando absolutamente necessário. O único ponto possível de argumentação na questão do véu/hijab era "se as mãos e o rosto" das mulheres "deveriam ser cobertos ou descobertos". Sobre esta questão Maududi entendia que os rostos das mulheres deveriam estar completamente tapados sempre que deixavam suas casas.
Em relação à separação dos gêneros, ele pregou que os homens devem evitar olhar para as mulheres que não sejam suas esposas, mães, irmãs, etc. (mahram), muito menos tentar conhecê-las. Opunha-se ao controle da natalidade e ao planeamento familiar como uma "rebelião contra as leis da natureza", e um reflexo da perda da fé em Alá - que é o planeador da população humana - e desnecessário porque o crescimento populacional leva ao desenvolvimento económico. Mohammad N. Siddiqui comenta que, quanto ao argumento de que o planeamento familiar permite uma melhor nutrição e educação das crianças, Maududi refere-se aos efeitos benéficos da adversidade e do desejo sobre o caráter humano.
 

Maududi opunha-se a permitir que as mulheres fossem chefes de estado ou legisladores, já que "de acordo com o Islão, política e administração não são o campo de atividade das mulheres".